# 鎌倉市立深沢小学校
鎌倉市立深沢小学校（かまくらしりつ ふかさわしょうがっこう）は、神奈川県鎌倉市にある公立小学校。

## 沿革
- 1873年（明治6年） - 現在の神奈川県鎌倉市梶原1丁目9-2（等覚寺）に梶原学校が開校
- 1877年（明治10年） - 校舎を新築
- 1889年（明治22年） - 梶原学校から深沢小学校に改称
- 1892年（明治25年） - 高等科を併置する
- 1898年（明治31年） - 現在の神奈川県鎌倉市梶原1-11-1に移転
- 1909年（明治42年） - 2階校舎増築
- 1921年（大正11年） - 天長節祝賀式の際に校舎2階の一部が落ち負傷者が出る
- 1923年（大正12年） - 関東大震災により校舎は大破損
- 1947年（昭和22年） - 深沢村立深沢小学校に改称
- 1948年（昭和23年） - 深沢村は鎌倉市に合併のため鎌倉市深沢小学校に改称
- 1975年（昭和50年） - 学校給食優良校として文部大臣より表彰される
- 1978年（昭和53年） - 屋内体育館建設のため校地内にあった公民館を解体撤去。鉄筋校舎建設のため木造2階建校舎解体
- 2011年（平成23年） - 深沢子どもの家、開所
- 2018年（平成30年） - 理科園跡地にて「放課後かまくらっ子ふかさわ」
- 2019年（平成31年） - 情緒通級指導教室「つどいの教室」、「かじのき組」開級
- 2022年（令和4年） - GIGAスクール推進校

## 通学区域
- 鎌倉市[2]
  - 梶原一丁目 - 四丁目、梶原五丁目1番 - 12番、13番1号 - 9号、13番11号、梶原五丁目13番14号 - 18号、梶原五丁目17番1号 - 12号、17番14号 - 35号、梶原1 - 199、244 - 248、252 - 267、279 - 320、寺分三丁目7番 - 29番、笛田一丁目 - 五丁目、笛田六丁目1番 - 13番、17番 - 21番、常盤、鎌倉山一丁目1番1号、22番

## 進学先中学校
- 公立学校は鎌倉市立深沢中学校[3]

## 交通
駅
- 湘南モノレール江の島線・湘南深沢駅

バス路線
- 深沢小学校前（最寄りバス停）
- 東方向 - 京浜急行バス
- 船2 船3 船7 船8・大船駅行

江ノ電バス
- F71 - 藤沢駅行
- K3 - 湘南車庫行 ※夜1本